# Trasadingen
Trasadingen es una comuna suiza del cantón de Schaffhausen. Limita al norte con la comuna de Hallau, al este con Wilchingen, al sur con Klettgau (DE-BW), y al oeste con Eggingen (DE-BW).

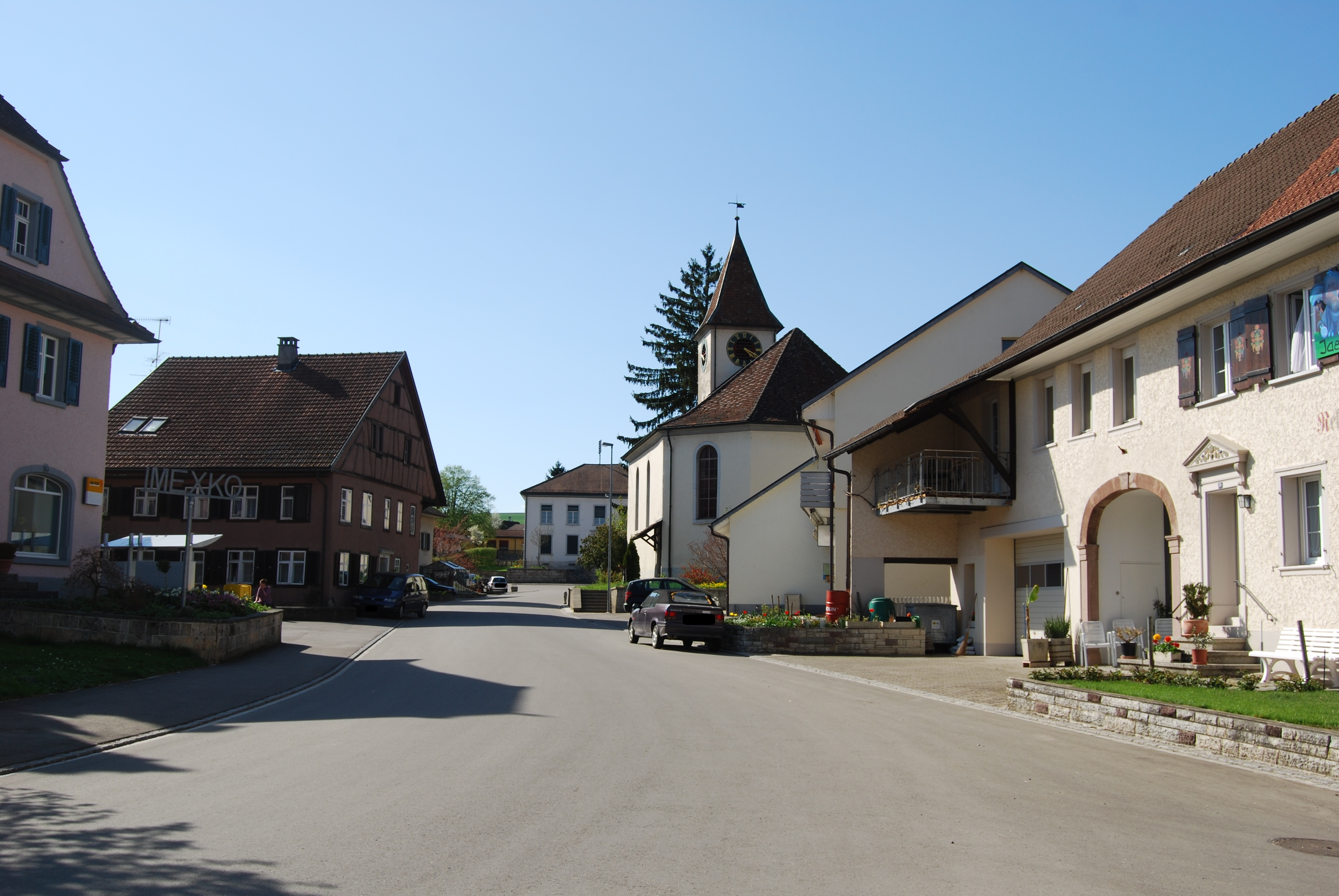
Trasadingen